# Льон дворічний

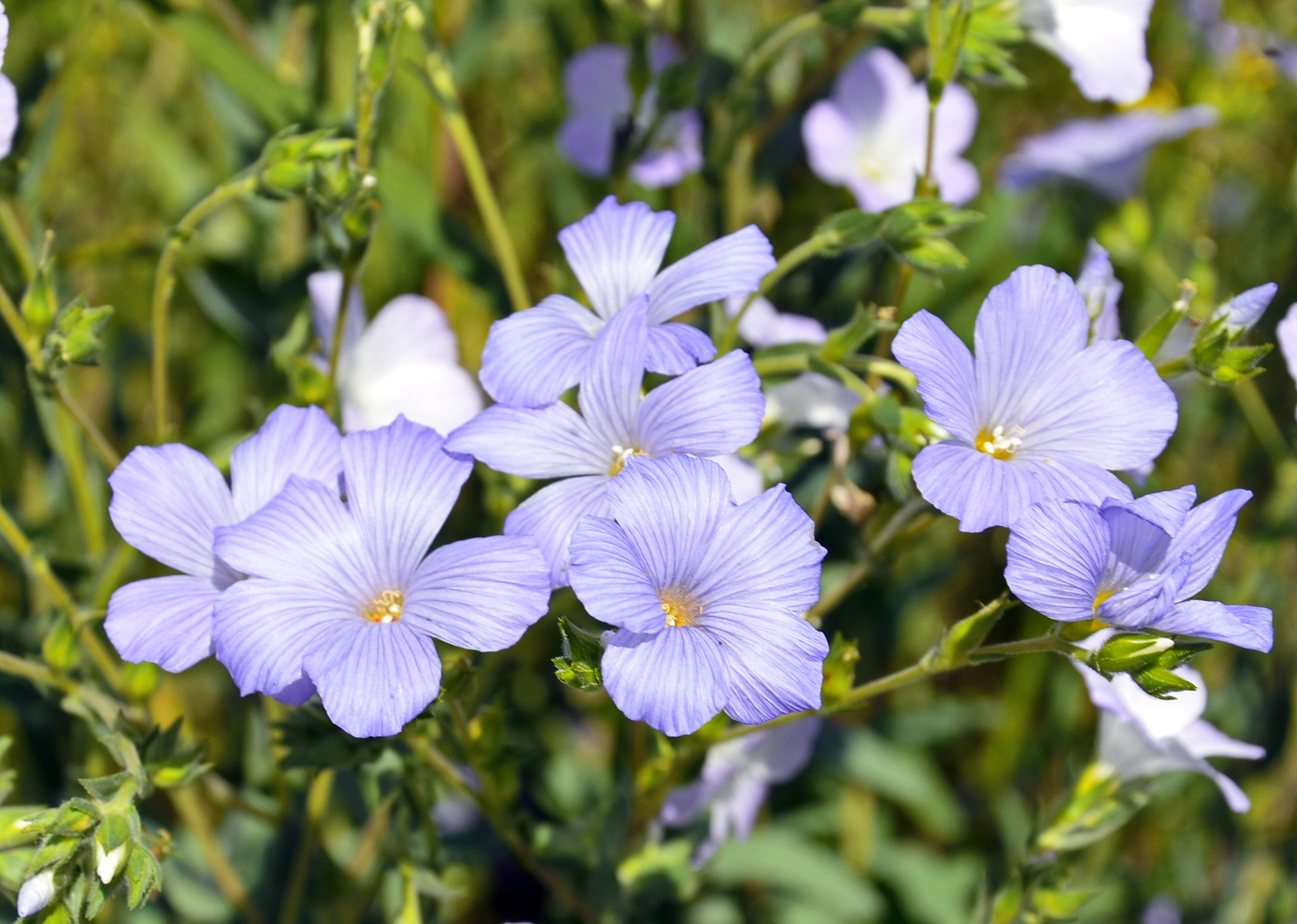
Льон дворічний

Льон дворічний (Linum bienne, syn. Linum angustifolium) — багаторічна (рідше дворічна) трав'яниста рослина роду льон (Linum).

## Ботанічний опис

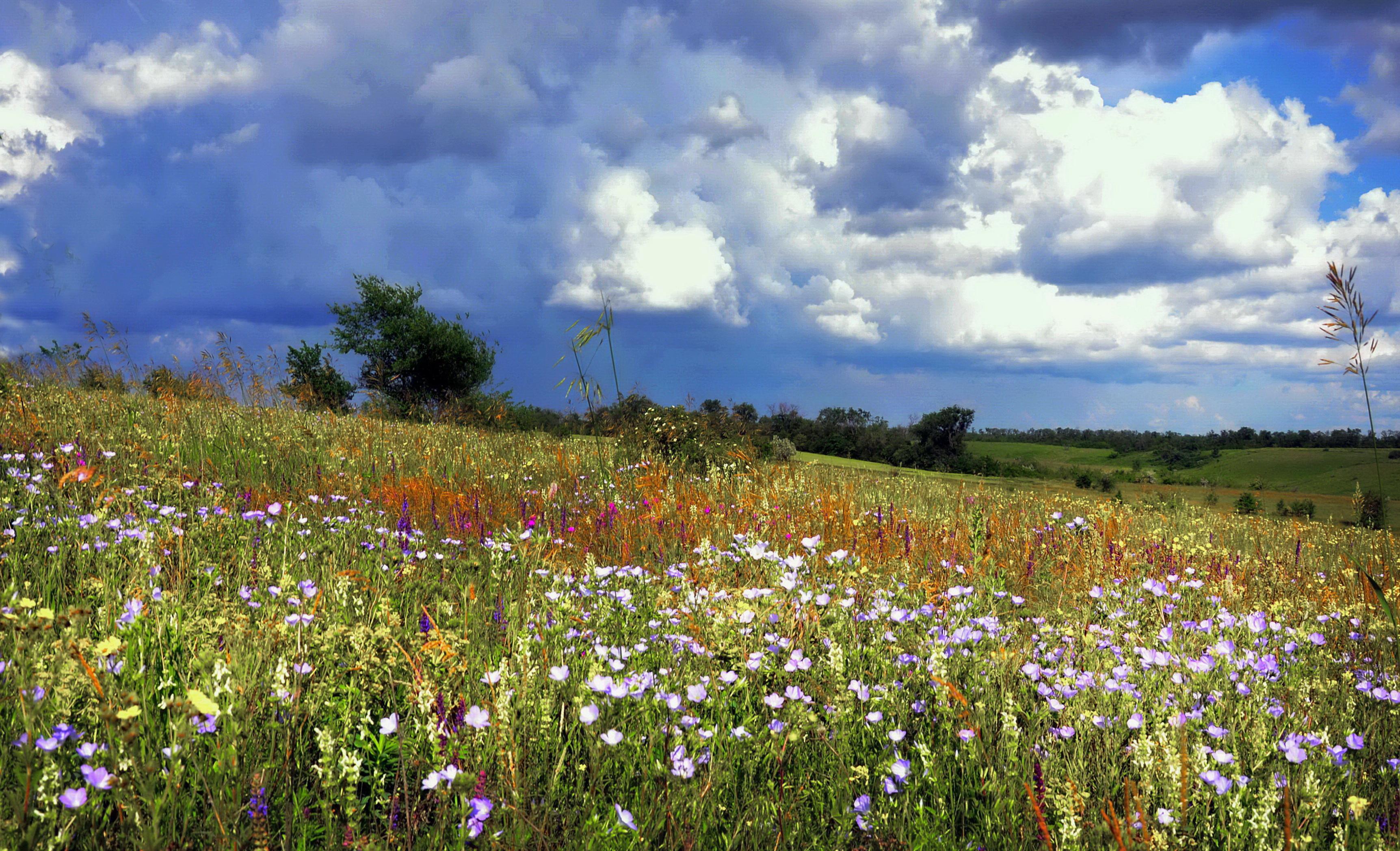
Льон дворічний (Linum bienne) в степу України

Стебло 20-60 см заввишки. Вся рослина гола.
Листки довжиною близько 1,5 см та шириною 1 мм, вузьколанцетні або лінійно-ланцетні, сіро-зелені, по краю шорсткі.
Квітки блідо-фіолетові або блідо-блакитні, 11-16 мм у діаметрі. Цвіте у квітні-червні.
Плід — коробочка, довжиною 5-6 мм, шириною 4,5-5 мм. 

## Поширення
Вид поширений у Європі, Азії та Африці. В Україні зустрічається у Криму, росте по краю полів.